# Paulaner
，中文译作宝隆纳、宝莱纳或柏龙，是一家德国啤酒厂，由纽德克奥博德欧（Neudeck ob der Au）修道院的修士于1634年在慕尼黑创立。它以创始人托钵修士弗朗西斯·德·宝拉（Franciscus de Paula）的名字命名。自1810年起，Paulaner开始成为慕尼黑啤酒节指定的6家供应商之一。

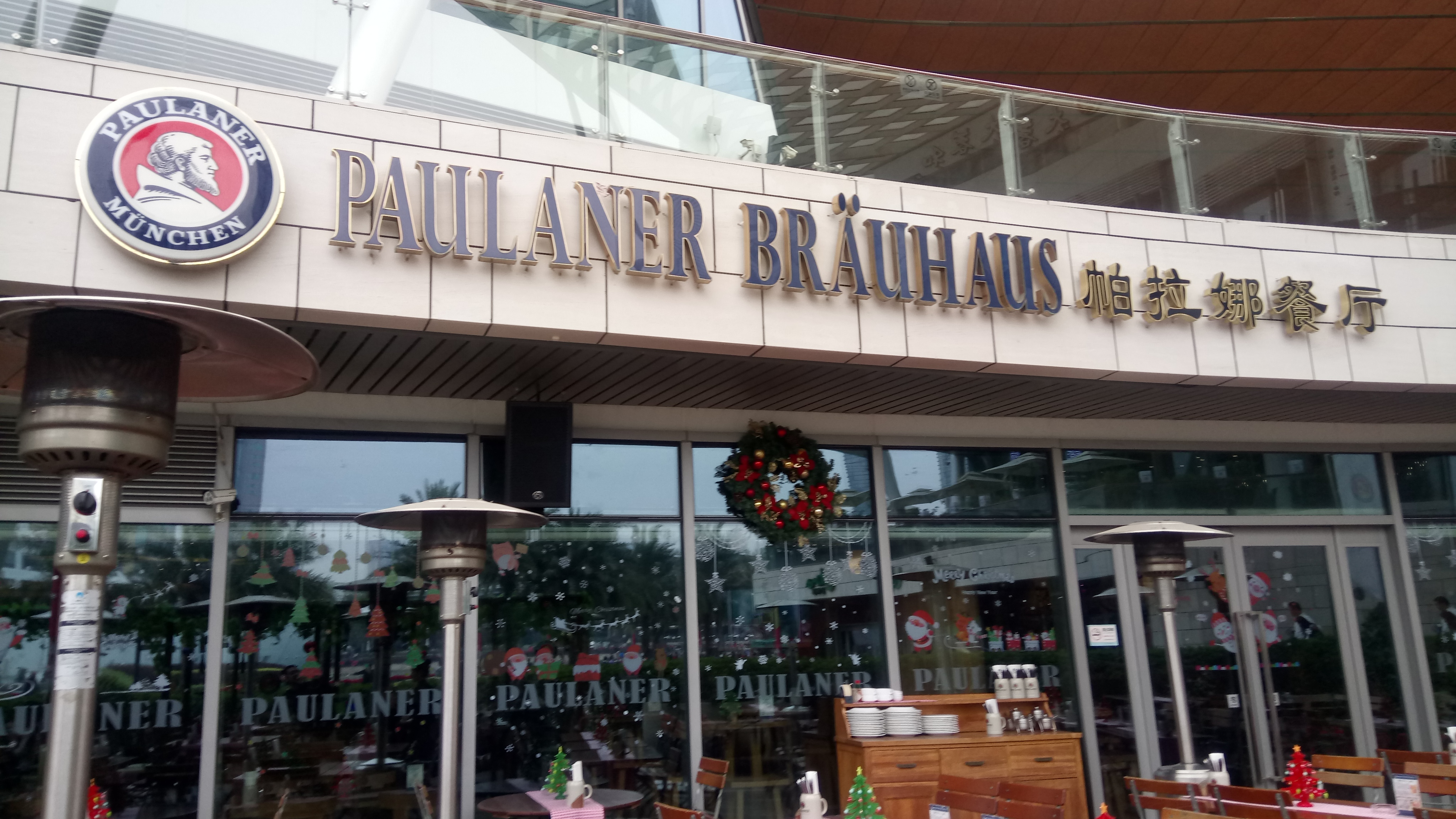
帕拉娜餐厅 - 深圳

Paulaner目前在德国最畅销的啤酒中排名第八。

## 公司历史
Paulaner啤酒厂以创始人修道士Paula的名字命名。自1634年开始，居住在慕尼黑的修道士便开始酿造啤酒。在当时，啤酒被允许在节假日作为烈性啤酒销售，受到了当地居民的欢迎。1799年，Neudeck修道院废除后，酿酒师Franz Xaver Zacherl将该修道院的啤酒厂买下，从而延续了酿造萨尔瓦多啤酒的传统。1861年，萨尔瓦多酒窖在Nockherberg开业。1928年，Paulaner啤酒厂和Gebrüder Thomas啤酒厂联合创立了Paulaner Salvator Thomas啤酒屋。1994年，并购至Kulmbacher集团。
1997年，与上海本地餐饮公司合作，开设了上海首家宝莱纳啤酒餐厅，拥有小型酿酒厂并提供巴伐利亚餐饮。目前Paulaner在中国十多个城市合作开设了Paulaner啤酒餐厅。